# Perispuda bibullata
Perispuda bibullata är en stekelart som beskrevs av Mao-Ling Sheng 1999. Perispuda bibullata ingår i släktet Perispuda och familjen brokparasitsteklar. Inga underarter finns listade i Catalogue of Life.